# Скороходова, Ольга Ивановна
О́льга Ива́новна Скорохо́дова (11 [24] мая 1911, по другим данным 11 [24] июля 1911 или 11 [24] июля 1914, Белозёрка, Херсонская губерния, Российская империя — 7 мая 1982, Москва, СССР) — советский учёный-дефектолог, педагог, литератор, кандидат педагогических наук. Работая в Научно-исследовательском институте дефектологии Академии педагогических наук СССР, являлась единственным в мире слепоглухим научным сотрудником. При полном отсутствии зрения и слуха создала ряд научных работ, затрагивающих проблему развития, воспитания и обучения слепоглухих детей.

## Биография
В источниках нет единства относительно точной даты и года рождения Скороходовой. На надгробии учёной дата её рождения обозначена как июнь 1912 года. В прижизненных биографиях, основанных на сообщениях самой Скороходовой, в качестве даты рождения указывалось 24 июля 1914 года. Согласно выпискам из церковной книги, найденным после смерти исследовательницы, она родилась в 1911 году. Её отец, бедный крестьянин, был мобилизован в 1915 году и не вернулся с войны, а мать была вынуждена батрачить у священника.
В возрасте пяти лет вследствие заболевания менингитом Оля полностью лишилась зрения и начала постепенно терять слух. Примерно до 11—13 лет слышала громкую речь на правое ухо, но к 14 годам совсем оглохла. В 1922 году после смерти матери её направили в Школу слепых в Одессе. В 1925 году слепоглухая и почти уже немая Оля попала в школу-клинику для слепоглухих детей в Харькове, которую основал профессор И. А. Соколянский. Под его присмотром у девочки восстановилась устная речь, она начала вести записи по самонаблюдению.
В 1947 году вышла её книга «Как я воспринимаю окружающий мир», которая вызвала исключительный интерес к дефектологии. Этот литературный труд был отмечен премией К. Д. Ушинского. В 1954 году книга была дополнена второй частью и опубликована под названием «Как я воспринимаю и представляю окружающий мир», в 1972 году также дополнена и издана под названием «Как я воспринимаю, представляю и понимаю окружающий мир».
В 1948 году Скороходова стала научным сотрудником (позднее старшим научным сотрудником) НИИ дефектологии АПН СССР. Здесь Ольга Ивановна проработала до конца своей жизни. Скончалась 7 мая 1982 года в возрасте 70 лет.
Похоронена на Кунцевском кладбище (10 уч.)

## Память
- В 105-летний юбилей Ольги Скороходовой на странице поисковика Google появился праздничный логотип-дудл[11].
- Группа «Помни Имя Своё» посвятила Ольге Скороходовой композицию «Иные».

### Об О. И. Скороходовой
Энциклопедии
- Скороходова Ольга Ивановна // Сигишоара — Соки. — М. : Советская энциклопедия, 1956. — С. 257—258. — (Большая советская энциклопедия : [в 51 т.] /  гл. ред. Б. А. Введенский ; 1949—1958, т. 39).
- Скороходова Ольга Ивановна // Н — См. — М. : Советская энциклопедия, 1966. — Стб. 860—861. — (Педагогическая энциклопедия : [в 4 т.] / А. И. Каиров (гл. ред.) … [и др.] ; 1964—1968, т. 3).
- Скороходова Ольга Ивановна / Р. А. Мареева // Сафлор — Соан. — М. : Советская энциклопедия, 1976. — С. 522. — (Большая советская энциклопедия : [в 30 т.] / гл. ред.  А. М. Прохоров ; 1969—1978, т. 23).
- Скороходова Ольга Ивановна / Г. Л. Зайцева // М — Я. — М. : Большая Российская энциклопедия, 1999. — С. 339. — (Российская педагогическая энциклопедия : в 2 т. / гл. ред. В. В. Давыдов ; 1993—1999, т. II). — ISBN 5-85270-286-2.
- Скороходова Ольга Ивановна : [арх. 15 июня 2022] / Г. Л. Зайцева // Сен-Жерменский мир 1679 — Социальное обеспечение. — М. : Большая российская энциклопедия, 2015. — С. 266. — (Большая российская энциклопедия : [в 35 т.] / гл. ред. Ю. С. Осипов ; 2004—2017, т. 30). — ISBN 978-5-85270-367-5.

Монографии
- Ананьев В. Г. Успехи советской психологии. — Л., 1948.
- Ярмоленко А. В. Развитие личности при лишении зрения и слуха // Учёные записки ЛГУ : Психология и педагогика. — Л., 1956.
- Шаповалов Е. Возвращение к жизни : [очерки]. — Куйбышев : Куйбышевское кн. изд-во, 1958. — 223 с. — Герои кн. — слепые от рождения и недавноослепшие, инвалиды труда, инвалиды Гражданской и Отечественной войн. Об О. И. Скороходовой — с. 29—34, 35, 42—51, 59—63, 67, 102, 103—105, 113—118, 162—163, 182, 183—194.
- Ярмоленко А. В. Очерки психологии слепоглухонемых. — Л., 1961.
- Левитин К. Е. «Я прошла сквозь мрак и бури…». — М. : Всероссийское общество слепых, 1976. — 100 с.
  - [То же]. — 2-е изд. — [Там же], 1981. — 111 с.
- Матвеев В. Ф. Восприятие, представление и понимание внешнего мира слепоглухими (по данным О. И. Скороходовой) // Психические нарушения при дефектах зрения и слуха. — М., 1978.
- Леонтьев А. Н. Об опыте обучения слепоглухонемых // Хрестоматия по возрастной и педагогической психологии. — М., 1980.
- Лангеймер Й., Матейчек З. Психическая депривация в детском возрасте. — Прага, 1984.
- Басилова Т. А. Жизнь и творчество О. И. Скороходовой ; Сурдотифлопедагог Ольга Ивановна Скороходова : биобиблиограф. указатель / сост. Н. Д. Шапошникова ; ред. М. В. Лебедева. — М. : РГБС, 2002. — 57 с.

Периодика
- Соколянский И. А. Оля Скороходова // Социальное обеспечение. — 1940. — № 12.
- Боруцкая И. Борьба за человека // Советская женщина. — 1947. — № 1.
- Бершадский Р. Возвращённый мир // Новый мир. — 1948. — № 5.
- Менделевич Г. Человек, победивший свою судьбу // Наука и жизнь. — 1962. — № 8. — С. 86—88.
- Ильенков Э. В., Глаголева Э. Н. Мир человека // Семья и школа. — 1973. — № 1. — С. 44—45.
- Скороходова Ольга Ивановна : [некролог] // Дефектология. — 1982. — № 4.
- Чаурина, Роза. Чувств живых простор : Очерк о жизни Ольги Ивановны Скороходовой (1911—1982) // Школьный психолог. — 2000. — № 21.
- Чаурина Р. «Я умом увижу, чувствами услышу…» // Будь здоров!. — 2007. — № 9. — С. 2—6.
- Басилова Т. А. К 100-летию со дня рождения Ольги Скороходовой — слепоглухой поэтессы, писательницы и исследователя // Клиническая и специальная психология. — 2012. — № 1.
- Кирпа Т. Экспонаты выставки можно… потрогать и понюхать : [в Белозёрском районном музее им. Дмитрия Багалия] // Гривна — СВ. — 2013. — № 28 (5 июля). — С. 5.
- Кирпа Т. Единственный в мире слепоглухой учёный — родом из Белозёрки // Гривна. — 2013. — № 23 (30 мая). — С. 15.
- 宮井清香, 広瀬信雄, ミヤイサヤカ, ヒロセノブオ. オリガの詩: 20 世紀ソビエトの盲ろう女性の足跡 (яп.).